# خربزه‌درختیان
خربزه‌درختیان یا پاپایا(Caricaceae) تیره‌ای از کلم‌سانان بالارونده با ساقهٔ گوشتی شیرابه‌دار و بدون شاخه است. و همچنین در ارتفاع حداکثر ده متر، بدون انشعاب، با ۴۵ گونه که اغلب در مناطق گرمسیری آمریکا پراکنده هستند؛ برگ‌های گیاهان این سرده نرم و لَپ‌دار به طول ۳۰ تا ۶۰ سانتی‌متر با دمبرگ بلند است که در بالای تنه به‌ صورت خوشه‌ای قرار گرفته‌اند؛ گل‌های آنها تک‌جنسی با ده پرچم در دو حلقه و مادگی آنها دارای یک کلاله بدون پایه پنج‌لَپی است